# Lindsay Philip Butterfield
Pour les articles homonymes, voir Butterfield.
Lindsay P. Butterfield (1869, ? -1948, ?) est un artiste de la mouvance Arts & Crafts.
Il débute sa formation en suivant les cours du soir de la Lambeth School of Art en 1887 puis ceux de la National Art Training School de South Kensington pendant 3 ans.
Devenu, en 1894, un artiste indépendant dans la conception de tapisseries et de textiles, il continue à enseigner dans plusieurs écoles d'art et est un membre fondateur de la Society of Industrial Designers en 1930.
Il publie Floral forms in historic design en 1922.